# Закон Вант-Гоффа — Курнакова
Закон Вант-Гоффа — Курнакова (рос. закон Вант-Гоффа и Курнакова, англ. Van’t Hoff’s, Kurnakov’s law, нім. van’t-Hoffsches und Kurnakovsches Gesetz n) — у мінералогії: закон, виведений голландським хіміком Якобом Вант-Гоффом і російським хіміком Миколою Курнаковим, який визначає послідовність випадання мінералів у соляних покладах, яка для даних термодинамічних умов залежить від фізико-хімічної рівноваги.